# Salicaceae Asiaticae
Salicaceae Asiaticae (abreviado Salicaceae Asiat.) es un libro con ilustraciones y descripciones botánicas que fue escrito por el botánico alemán Rudolf Georg Strey y publicado en Brandenburgo en el año 1931 con el nombre de Salicaceae Asiaticae. Schedae ad Fasc. 1. 
Schedae ad Fasc. 2 fue publicado en Repert. Spec. Nov. Regni Veg. Sonderabdruck 32: 387-398; y Schedae ad Fasc. 3 publicado en Repert. Spec. Nov. Regni Veg. Sonderabdruck 36: 20-38.